# 奧勒·羅默
奧勒·羅默（丹麥語：Ole Rømer，丹麥語：[ˈoːlə ˈʁœˀmɐ]，1644年9月25日—1710年9月19日），一譯勒默爾，丹麥天文學家。他學成後，即進入法國路易十四政府從事天文相關事務，17世紀末期返回丹麥祖國。
羅默最大成就為發現光速。當時於法國巴黎天文台就職的他，1675年通過觀測木星衛星之相互掩食與理論值相比之差，算出光穿過地球所需要的時間。他認為光速繞行長達9000英里地球所花的時間還不到一秒。雖然此說受到巴黎天文台台長卡西尼及許多科學家的質疑，但獲得得到牛頓、惠更斯、萊布尼茲等人的支持，後來他更首度算出光速較準確數值，並於1676年12月7日發表於期刊上。之後，該種光速的測量方法，一直沿用，直至所謂轉動齒輪法、轉鏡法、克爾盒法、變頻閃光法等光速測量方法出現。
羅默晚年回到丹麥從事天文教學等事務，今於丹麥有其個人博物館。
2016年12月7日，Google更改其首頁的Doodle，以紀念首次測定光速340周年。

## 參看
- 羅氏溫標
- 羅默測定光速

## 外部連結
- Roemer, Ole Christensen（页面存档备份，存于） (at the Galileo Project（页面存档备份，存于）)
- Obs.univ-lyon1.fr, Démonstration touchant le mouvement de la lumière[永久] (The 1676 paper on the speed of light, in old French, as ordinary text)
- Rømer and the Doppler Principle. (further details on Rømer's result)
- （丹麦文） Fysikeren Ole Rømer (in Danish)
- Kroppedal Museum （页面存档备份，存于）
- Ole Rømer on the 50 Danish Kroner banknote（页面存档备份，存于）